# Грицик чорнохвостий
Грицик чорнохвостий (Limosa fedoa) — вид сивкоподібних птахів родини баранцевих (Scolopacidae).

## Поширення
Вид поширений в преріях на півдні Канади та у центральній та північній частині Великих рівнин США. Мешкає поблизу боліт або лагун. Восени зграями мігрує до узбережжя Каліфорнії, Мексиканської затоки та Південної Америки. 

## Опис
Довжина тіла 42-48 см, розмах крил 70-80 см; маса тіла самців 278–396 г, самиць 312–510 г. Дзьоб довгий, зігнутий, половина дзьоба від основи лососевого забарвлення, кінчик чорний. Довгі темно-сірі ноги. Спинка темна з червоними плямами. Низ тулуба коричнево-палевий, зі смугами. Хвіст з вузькими чорними смугами, кольору кориці або палевого кольору.

## Спосіб життя
Ці птахи годуються на болотах, вологих луках або на березі моря. Харчуються переважно комахами та ракоподібними; інколи можуть поїдати м'які частини водних рослин. Гніздяться на землі, зазвичай у низькій траві. У кладці 3–5 яєць. Інкубація триває 21–23 дні, і обоє батьків піклуються про кладку. Пташенята залишають гніздо незабаром після вилуплення, здатні самостійно добувати їжу, але все ще залишаються під опікою батьків. Молодняк повністю оперяється через 26–30 днів після вилуплення.